# Loris Francesco Capovilla
Pour les articles homonymes, voir Capovilla.
Loris Francesco Capovilla, né le 14 octobre 1915 à Pontelongo, dans la province de Padoue, en Vénétie, et mort le 26 mai 2016 à Bergame, est un cardinal italien, prélat émérite de Lorette et ancien secrétaire particulier de Jean XXIII.

## Biographie

### Enfance
Loris Francesco Capovilla est né le 14 octobre 1915 de Rodolpho et Letizia Capovilla. Il a été baptisé dans l'église paroissiale. Son père, employé de la société Belga Zuccherifici, meurt en 1922 à l'âge de trente-sept ans. S'ensuit une longue période de précarité et d'errance avec sa mère et sa sœur Lia, jusqu’à leur installation à Mestre en 1929.

### Études et prêtrise
Il effectue ses études au séminaire patriarcal de Venise et est ordonné prêtre le 23 mai 1940 par le cardinal Adeodato Giovanni Piazza. Là il assume différentes fonctions à la paroisse Saint-Zacharie et dans les services de la curie diocésaine. Il est ensuite maître de cérémonie capitulaire à Saint-Marc, catéchiste au collège et aumônier de prison et d’hôpital. Il sert pendant la Seconde Guerre mondiale dans l'aviation militaire puis après l'armistice de 1943 fait son possible pour éviter les internements d'aviateurs en Allemagne.

### Secrétaire du cardinal Roncalli et du pape Jean XXIII
Quelque temps après son arrivée comme patriarche de Venise, le cardinal Angelo Giuseppe Roncalli cherche un secrétaire parmi son presbytérium. Capovilla animant les séquences radio sur les Évangiles du dimanche est alors remarqué par le cardinal, notamment pour ses propos sur les « problèmes sociaux selon les enseignements et les attentes de la doctrine sociale de l'Église ». Ses collaborateurs lui déconseillent ce choix notamment en raison de l'état de santé du prêtre, mais le cardinal persiste et le nomme en 1953 comme son secrétaire particulier. Il le suit lors du conclave de 1958 en étant toujours son secrétaire, et à l'élection du cardinal comme nouveau Pape (prenant le nom de Jean XXIII), il est envoyé transmettre la bénédiction du nouveau Pape à Venise. Le pape le conservera à son service durant tout son pontificat, il deviendra ainsi le Secrétaire particulier du Souverain pontife jusqu'au 3 juin 1963, et son plus proche collaborateur.
À la suite de la proclamation du IIe concile œcuménique du Vatican le 25 janvier 1959, le pape le charge d'être le médiateur entre le secrétariat général du concile d'une part et l'épiscopat et les universités catholiques d'autre part. À l'ouverture du concile, dans son discours Gaudet Mater Ecclesia, le pape expliquera d'être fait réprimander par son secrétaire pour avoir voulu convoquer le concile.

### Évêque
Le pape Paul VI le nomme prélat d'antichambre et expert conciliaire et, le 26 juin 1967, le nomme archevêque de Chieti. Il reçoit la consécration épiscopale des mains du pape le 16 juillet suivant avec comme co-consécrateurs Augusto Gianfranceschi et Jacques-Paul Martin.
Quatre ans plus tard, Loris Francesco Capovilla est nommé archevêque titulaire de Mesembria et prélat de Lorette. Le 10 décembre 1988 il renonce à sa charge de prélat mais conserve son titre d'archevêque titulaire. Il se retire à Sotto il Monte Giovanni XXIII, dans la maison natale et musée de Jean XXIII, où il reçoit volontiers pèlerins et visiteurs.

### Cardinal
Le dimanche 12 janvier 2014, le pape François annonce au cours de l’Angélus, sa création comme cardinal qui a lieu le 22 février suivant en même temps que celle de 18 autres prélats. Absent pour la cérémonie en raison de son grand âge, il reçoit la barrette à Sotto il Monte Giovanni XXIII le 1er mars des mains du cardinal Angelo Sodano, doyen du Sacré Collège, envoyé spécial du pape pour l'occasion. À 98 ans, il est alors le plus vieux cardinal du collège des cardinaux.
C'est de chez lui qu'il assistera aux canonisations des papes Jean XXIII et Jean-Paul II « dans le silence et la prière » (selon le journaliste Nicolas Senèze).
Après Corrado Bafile mort en 2005 à 101 ans, il devient le 14 octobre 2015 le second cardinal centenaire depuis 1508, (décès de Jorge da Costa).
Il meurt le 26 mai 2016 à l'âge de 100 ans et 225 jours. Il est le premier cardinal créé par le pape François à décéder. José de Jesús Pimiento Rodriguez, âgé de 97 ans, le remplace comme cardinal le plus âgé du collège cardinalice.

## Distinctions
- Grand officier de l'ordre de l'Infant Dom Henri

## Dans la fiction
- 2002 : Jean XXIII: Le pape du peuple, film de Giorgio Capitani, joué par Paolo Gasparini.